# Nicèfor I el Logoteta
|  | Per a altres significats, vegeu «Nicèfor I (desambiguació)». |

Nicèfor I el Logoteta (en grec: Νικηφόρος, Nikiforos) fou un ministre de finances que va ser entronitzat emperador romà d'Orient (801 al 811), escollit per altres oficials de la cort, en la «revolta dels eunucs». Durant el seu regnat va haver de negociar amb Carlemany els límits dels respectius imperis, plasmats en la Pax Nicephori. Es va haver de defensar dels atacs dels abbàssides i dels búlgars. Després d'haver derrotat l'exèrcit búlgar de Krum, es va confiar i no va veure el parany que el seu oponent li havia preparat mentre saquejaven Pliska, error que li va costar la vida.

## Ascens al tron
Era nascut a Selèucia de Psídia o Isàuria, i per una sèrie d'intrigues va arribar a logoteta o ministre de finances, càrrec que li va donar l'emperadriu Irene.
El primer ministre Aeci va preparar una conspiració contra Irene (amb la finalitat de posar al tron al seu germà Lleó), però els opositors a Aeci van preparar una contra conspiració. Aquestes conspiracions foren anomenades «dels eunucs» perquè els principals participants estaven castrats. Dels alts funcionaris de palau, alguns estaven a favor d'Aeci però set n'estaven en contra (Nicetes comandant de la guàrdia, els seus dos germans Sinni i Lleó Clocas, el qüestor Teoctist, Lleó de Sinope, Gregori i Pere, tots de rang patrici). Mentre Irene estava passant uns dies al palau d'Eleuteri, els conspiradors van aprofitar la seva absència per presentar a la cort unes ordres falsificades d'emperadriu, que demanaven nomenar Nicèfor emperador. Ningú no va sospitar de l'autenticitat de l'ordre i el 31 d'octubre del 802 el van proclamar emperador pensant que ella es retirava voluntàriament.
Nicèfor va garantir a Irene la seguretat però la va enviar desterrada a Lesbos on va morir en la misèria. Els que l'havien elevada aviat es van penedir, però Nicèfor tenia el suport del clergat i va fer matar Nicetes, a qui devia la seva proclamació. Després d'això Bardanes el Turc, el més valerós dels generals romans d'Orient, es va revoltar i va avançar contra Nicèfor però no el va poder derrotar i va començar una sèrie d'intrigues. Finalment abandonat pels seus partidaris, va oferir la submissió a canvi de la vida i conservar la seva propietat, coses que Nicèfor li va garantir. Una vegada rendit, Nicèfor el va cegar, el va obligar a vestir els hàbits de monjo i li va confiscar la propietat, i encara el va fustigar al seu retir fins que va morir.

## Política interna
Va establir unes mesures fiscals per tal de poder fer front a la despesa militar, mesures que el cronista Teòfanes el Confessor va anomenar «les deu malifetes».
1. Va obligar habitants dels temes d'Anatòlia a vendre les seves possessions i traslladar-se als Balcans.
2. Va imposar una taxa de 18,5 nomismes als pobles, per l'equipament dels soldats que no en tenien un de propi.
3. La taxa de 2 quirats, només per ser inclosos en la llista de contribuents.
4. L'anul·lació de tots els desgravaments fiscals ordenats per l'emperadriu Irene.
5. Un impost als monestirs i cases de beneficència.
6. Les persones que de cop i volta s'havien fet rics van ser investigades i moltes oprimides.
7. Tots aquells que en els 20 anys anteriors havien descobert tresors, van ser expropiats.
8. La creació d'un impost per la transmissió d'herències i una taxa de 2 nomismes per cada esclau.
9. L'obligació als soldats del tema marítim de comprar una parcel·la de terra.
10. Els ciutadans de Constantinoble podien demanar un préstec a l'Estat de fins a 12 lliures d'or, amb una taxa d'interès del 4 quirats per nomisma (16,66%).

L'anàlisi crítica moderna ha valorat positivament les mesures fiscals de Nicèfor. Les taxes que va posar als monestirs van contraposar Nicèfor amb el clergat del qual el cronista Teòfanes en formava part i és natural que es veiés influït en la seva valoració. Per altra banda, encara que l'augment dels impostos va ser penós per la població, va ser un intent per restaurar els ingressos de l'Estat que havien quedat molt baixos per les lleis d'Irene. La deportació de ciutadans no era cosa nova, per exemple Justinià II ja havia fet desplaçar colons a la seva conveniència. Mentre que l'impost sobre els pobles, tot i que sever, va ser en benefici de les classes més baixes i, en particular, per les famílies desposseïdes; això va permetre que un nombre més gran d'homes poguessin ingressar en l'exèrcit sense costos i del qual obtenien un pagament en acabar el seu servei.
Des del punt de vista religiós, es va mantenir fidel al culte de les imatges i contrari a la iconoclàstia. Els monjos, però, n'estaven ressentits, en part per la política fiscal i també els més conservadors no havien aprovat que l'emperador nomenés com a patriarca un laic, també dit Nicèfor, en lloc de Teodor Estudita. La decisió imperial de reconèixer com a legítim el matrimoni entre Constantí VI i Teodota, no va fer sinó que empitjorar la situació i els monjos conservadors van ser perseguits pels seus intents de rebel·lió.

## Política exterior

### Relació amb l'Imperi Romà dels francs
L'any 800 el papa va coronar Carlemany com a emperador dels romans (Imperator Romanorum), però calia definir els límits entre aquest imperi i l'Imperi Romà d'Orient. El 803 Nicèfor I va enviar una ambaixada a Carlemany i va rebre una delegació d'aquest; un tractat es va concertar entre ambdós imperis pel qual es reconeixia als francs Ístria, Dalmàcia sense les illes ni els ports, Libúrnia, Eslavònia, Croàcia i Bòsnia. La regió de Venècia quedava independent. El 808, el fill de Carlemany, Pipí, rei d'Itàlia, va envair Dalmàcia. A la mort de Pipí es va signar un altre tractat (juliol del 810) entre Carlemany i Nicèfor. Aigone, comte de Forlì, fou el representant dels francs en el tractat.

### Relació amb el Califat Abbàssida
En negar-se a pagar el tribut que l'emperadriu Irene havia promès al califa Harun ar-Raixid, es va encetar una guerra. La deferència concedida a Carlemany fou vista com un insult per aquest califa qui, en revenja, va envair territori romà d'Orient el 803 dirigint en persona l'exèrcit àrab. Després de la derrota a la batalla de Krasos en 804, l'estiu de 805 Nicèfor va llançar la primera incursió romana d'Orient en dues dècades capturant Tars, que no va conservar, assetjant sense èxit Melitene, i instigant una rebel·lió contra la guarnició àrab local a Xipre. i en 806 va encapçalar una una campanya a Anatòlia en la que va conquerir Heraclea Cibistra i Tíana. Nicèfor, amenaçat pels búlgars, va les condicions de pau, segons les quals hauria de pagar un tribut anyal de trenta mil peces d'or, de les quals tres havien de ser pagades personalment per l'emperador i tres més de mans del seu fill Estauraci, però Nicèfor no va satisfer les condicions de l'acord i el 807 Harun va atacar Rodes i Xipre. Contra el kanat khàzar, va haver de fer front a diverses incursions. El 809 la mort d'Harun el va lliurar d'un perillós enemic.

### Relació amb Bulgària

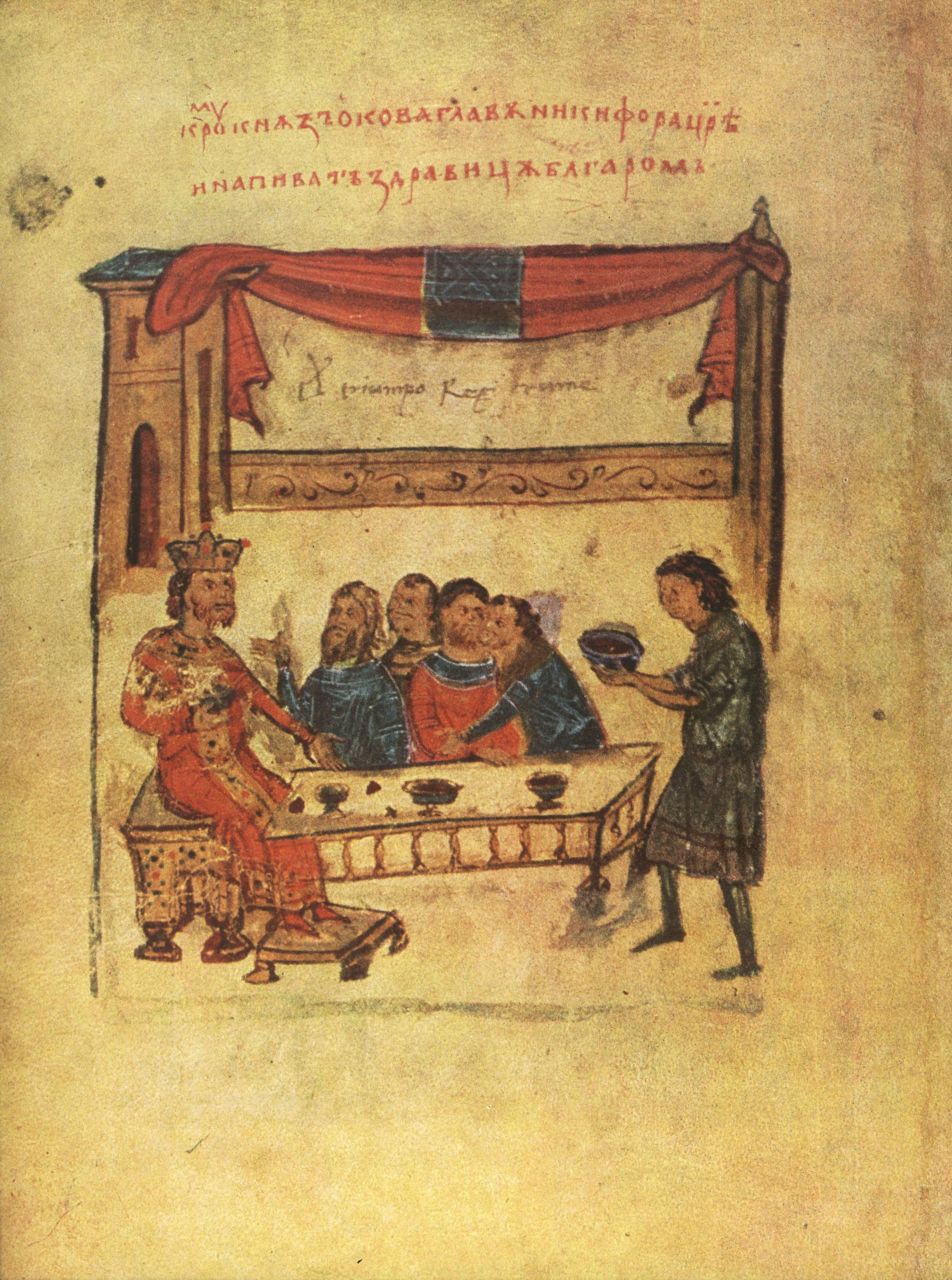
Krum celebra la seva victòria sobre Nicèfor I, il·lustració de la Crònica de Manasses. Segons la llegenda, amb el crani de Nicèfor va fer una copa per beure.

El 807 Krum, dirigent dels búlgars, va saquejar la frontera nord; el mateix any els àrabs saquejaven Rodes i Lícia. Nicèfor era a Bulgària quan va haver de tornar a correcuita per una conspiració que havia esclatat i que fou sufocada. Una nova revolta va esclatar al cap de pocs mesos que gairebé li va costar la vida.
Per fer la guerra amb eficàcia contra els búlgars va establir un cordó d'observació a la zona del Danubi que requeria molta despesa, i va haver d'apujar les taxes. L'hostilitat es va incrementar i fou víctima d'un intent d'assassinat que no va reeixir. Finalment, a base de confiscacions d'or i plata va poder aixecar un fort exèrcit, amb el qual va entrar a Bulgària el juny del 811. Va derrotar els búlgars amb crueltat i, encara que van demanar la pau, Nicèfor va rebutjar concedir-la. Llavors va tenir lloc la batalla de Pliska, que va capgirar la sort. El rei búlgar Krum, amb la desesperació pròpia d'aquestos casos, va haver de jugar a un sol cop; els romans d'Orient estaven acampats a una plana rodejada de muntanyes rocoses on els búlgars van portar tones de fusta, i una nit van incendiar aquest material al mateix temps que atacaven el campament romà d'Orient. Davant la impossibilitat de retirada per la majoria dels passos, que estaven incendiats, els romans d'Orient es van replegar cap a l'únic lloc obert, on els búlgars ja els esperaven; el camp fou pres per assalt i l'exèrcit romà d'Orient aniquilat en bona part.
El mateix Nicèfor va morir (25 de juliol del 811) a la batalla; el seu fill Estauraci, ferit de consideració, va aconseguir escapar amb l'ajut d'altres soldats i va arribar a Adrianòpolis on fou proclamat emperador.